# گنائوس دومیتیوس کوربولو

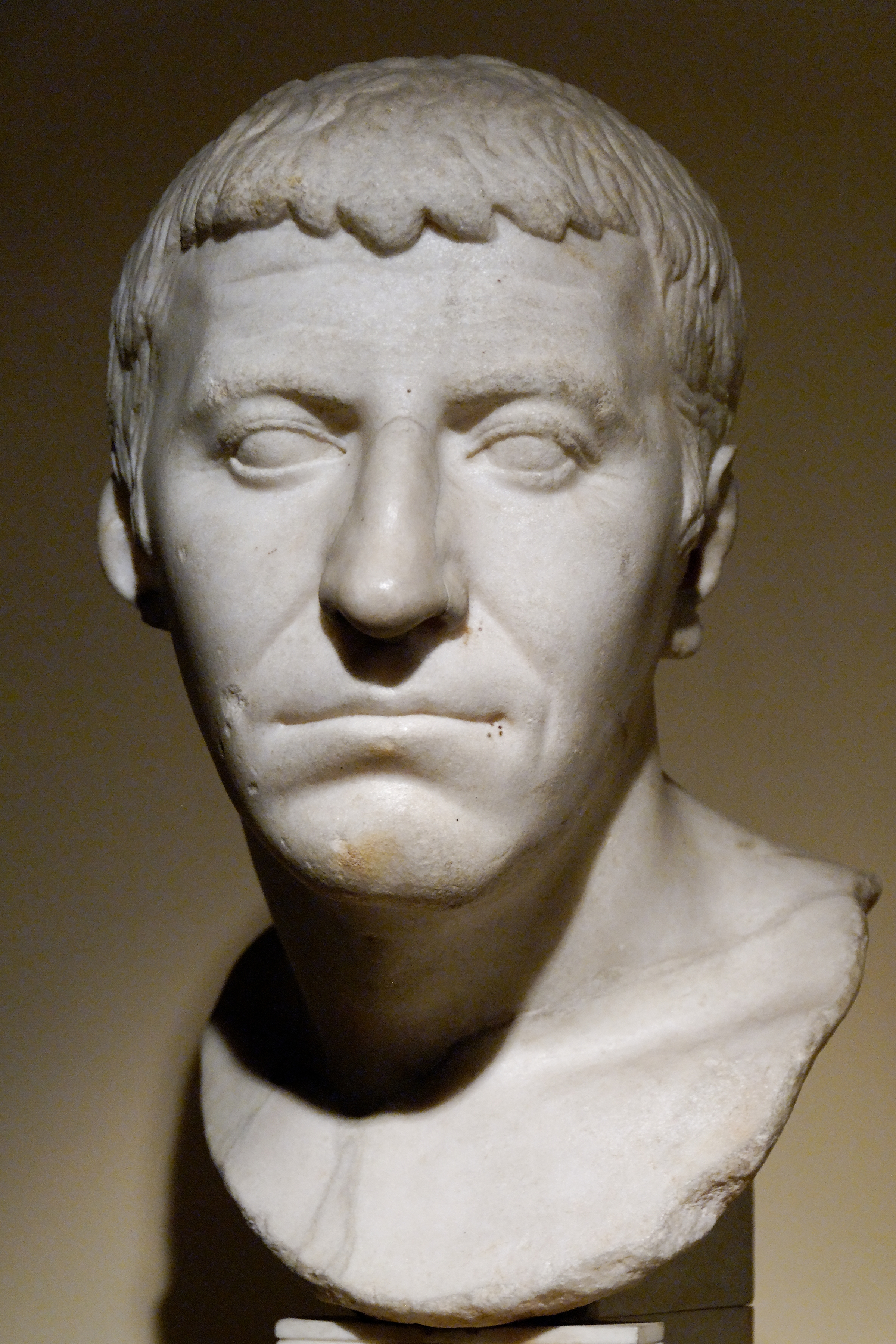
به اصطلاح "شبه کوربولو"، زمانی تصور می شد که پرتره گنائوس دومیتیوس کوربولو باشد، در واقع پرتره ای از سنگ مرمر گایوس کاسیوس لونگینوس. (موزه‌های کاپیتولین، رم)

گنائوس دومیتیوس کوربولو (پلتوئینوم تقریبا ۷-۶۷ پس از میلاد) یک فرمانده محبوب رومی ، برادر شوهر امپراتور کالیگولا و پدرزن دومیتیان بود.  امپراطور نرون که از شهرت کوربولو بسیار ترسیده بود به او دستور داد که خودکشی کند، که ژنرال صادقانه انجام داد و فریاد زد "اکسیوس" به معنای "من شایسته هستم" و بر روی شمشیر خود افتاد.

## اصل و نسب
کوربولو در جایی در شبه جزیره ایتالیا در خانواده ای سناتور به دنیا آمد. پدرش که به همین نام مشترک بود، به عنوان یک پراتور رسمی در زمان تیبریوس وارد سنا شد. مادرش ویستیلیا از خانواده‌ای بود که دارای مقام پراتوری بودند. 

## حرفه نظامی و سیاسی

### سلطنت کالیگولا
شغل اولیه کوربولو ناشناخته است، اما او در سال 39 پس از میلاد در زمان سلطنت کالیگولا،  برادر شوهرش از طریق ازدواج کالیگولا با خواهر ناتنی کوربولو، میلونیا کسونیا ، کنسول بود.

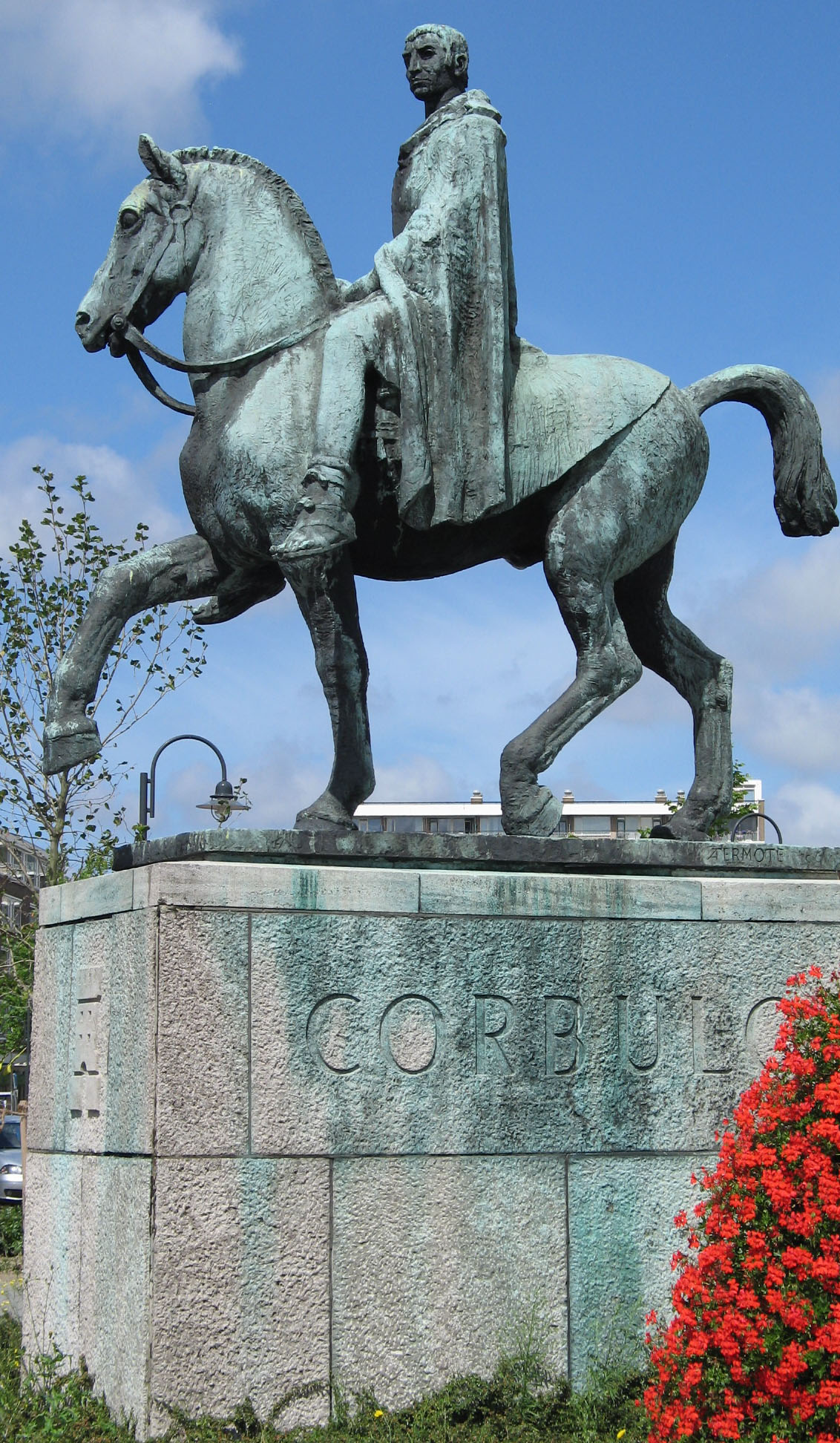
مجسمه کوربولو در ووربورگ، هلند

پس از ترور کالیگولا، کار کوربولو متوقف شد تا اینکه در سال ۴۷ پس از میلاد، امپراتور جدید کلودیوس او را به فرماندهی ارتش در ژرمانیای کوچک ، با کمپ اصلی در کلنیا ( کلن ) منصوب کرد.

## در فرهنگ عامه
- رمان تاریخی ۲۰۱۲، انتقام جوی روم ، اثر داگلاس جکسون، به آخرین نبرد تخیلی کوربولو می پردازد.
- دو تا از سریال‌های عقاب‌های امپراتوری ساخته سیمون اسکارو ، خون روم (۲۰۱۸) و خائنان روم (۰۱۹) نقش کوربولو در شرق را به نمایش می‌گذارند.
- میکی رورک نقش کوربولو را در فیلم ۲۰۲۰ لژیون بازی می کند.

## یادداشت
1. ↑  Warfare History Network (2020). "Roman generals: Gnaeus Domitius Corbulo". Archived from the original on 28 April 2019. Retrieved 13 March 2021.
2. ↑  Ronald Syme, "Domitius Corbulo", Journal of Roman Studies, 60 (1970), p. 31.
3. ↑  Paul A. Gallivan, "The Fasti for the Reign of Gaius", Antichthon, 13 (1974), p. 66.